# Universitate (métro de Bucarest)
Universitate est une station de la ligne M2 du métro de Bucarest en Roumanie. Elle est située sous la place de l'Université, dans le quartier Cotroceni du secteur 3 de Bucarest. 
Elle est mise en service en 1987.
Exploitée par Metrorex, elle est desservie par les rames de la ligne M2 qui circulent quotidiennement entre 5 h 0 et 23 h 0 (heure de départ des terminus). À proximité des arrêts de Trolleybus et d'autobus sont desservis par de nombreuses lignes.

## Situation sur le réseau
Établie en souterrain, la station est située sur la ligne M2, entre les stations Piața Romană, en direction de Pipera, et Piața Unirii 2, en direction de Berceni.

## Histoire
La station est mise en service le 25 octobre 1987, lors de l'ouverture à l'exploitation du tronçon, long de 8,72 kilomètres, de Piața Unirii 2 à Pipera.

## Service des voyageurs

### Accueil
La station dispose de quatre bouches autour de la place de l'Université et sur le boulevard Aviatorilor. Des escaliers, ou des ascenseurs pour les personnes à mobilité réduite, permettent de rejoindre la salle des guichets et des automates pour l'achat des titres de transport (un ticket est utilisable pour un voyage sur l'ensemble du réseau métropolitain).

### Desserte
La desserte quotidienne débute avec le passage de la première rame, partie du terminus le plus proche à 5 h 0 et se termine avec le passage de la dernière rame, partie du terminus le plus éloigné à 23 h 0.

### Intermodalité
Des arrêts de transports en commun sont situés autour de la place : 
- sur le boulevard Reine-Élisabeth, les trolleybus (lignes 61, 66, 69, 70, 85, 90 et 91) et bus (lignes 268, 336, 601, N110 et N116),
- sur le boulevard Charles Ier, les trolleybus (lignes 61, 66 69, 70, 85, 90 et 91) et bus (lignes 336, 601, N102 et N108),
- sur le boulevard Bratianu, les bus (lignes 381, 783, N102, N108, N117 et N119)[2].

## À proximité
Elle dessert notamment l'université de Bucarest, l'université d'architecture et d'urbanisme Ion Mincu située dans le palais de l'Institut d'Architecture, et le Théâtre national de Bucarest.